# خوتکای کمبل
خوتکای کَمبِل (نام علمی: Anas nesiotis) نام یک گونه از سرده انس است.